# Dominique Riehl
Pour les articles homonymes, voir Riehl.
Dominique Riehl, née le 13 avril 1910 à Wangen (Bas-Rhin) et morte le 25 mai 1995 dans la même ville, est une psychologue française et directrice d'établissement d'éducation surveillée,. Elle est considérée comme une réformatrice des institutions pour jeunes filles,.

## Biographie

### Enfance et formations
Durant son enfance, Dominique Riehl fait du scoutisme comme éclaireuse unioniste puis est cheftaine éclaireuse au sein de la Fédération française des éclaireuses à Strasbourg avec notamment Marie Mauroux-Fonlupt,,.
Elle commence des études à Molsheim et travaille comme institutrice à l’établissement Oberlin, maison de rééducation pour jeunes garçons, à La Broque. Elle quitte l’Alsace en 1940 et poursuit des études complémentaires en psychologie et en pédagogie à l'université de Strasbourg alors repliée à Clermont-Ferrand durant la guerre.
Elle milite parallèlement dans la résistance en participant, entre autres, au sauvetage d’enfants juifs.
Par la suite, elle devient directrice pédagogique de Oberlin jusqu'en 1944.
Elle assiste par ailleurs le professeur Daniel Lagache, notamment lors de formations de moniteurs-éducateurs,.

### Réformatrice de l'Éducation surveillée pour jeunes filles
À partir de 1936, des réformes sont lancées par le Front populaire pour les établissements judiciaires pour garçons, ces réformes n'atteignent pas les établissements pour filles. En 1944, les établissements pour jeunes filles restent des institutions de correction et sont critiquées pour leurs conditions sanitaires et sociales. L'éducation surveillée est créée par l'ordonnance du 1er septembre 1945 qui fait suite à l'Ordonnance du 2 février 1945 relative à l'enfance délinquante qui pose le principe d'irresponsabilité des mineurs et qui vise à encourager l’éducation plutôt que la répression. L'éducation surveillée deviendra en 1990 la Direction de la protection  judiciaire de la jeunesse (PJJ).
À la demande du professeur Lagache, Dominique Riehl part inspecter l’établissement pour jeunes filles de Cadillac en 1943. L'inspecteur Paul Lutz, magistrat au service de l’Éducation surveillée et ancien scout, lui demande d'en prendre la direction. Elle accepte en 1944, sous réserve de pouvoir avoir la liberté de recruter le personnel elle-même et d'y apporter ses réformes librement,,.

#### L'influence du scoutisme dans les méthodes pédagogiques
Elle fait alors le choix de recruter de femmes issues du scoutisme pour les postes de monitrices-éducatrices afin de remplacer le personnel pénitentiaire. Elle engage notamment Géneviève Boutault, ancienne cheftaine qui deviendra son adjointe. Elle tente d'insérer les méthodes du scoutisme dans cet établissement, en mettant en place des équipes de vie constitués de 8 résidentes et d'une monitrice. Elles organisent par ailleurs des camps de vacances.

#### Brécourt
En 1947, face à l'échec de ses réformes à Cadillac, elle décide d'ouvrir un autre établissement, Brécourt, où elle accueille les meilleurs éléments de Cadillac. Cadillac devient l'établissement réservé aux filles ayant reçu des peines judiciaires. Cadillac ferme ses portes en 1951, à la suite du suicide de deux des résidentes,.
L'institution de Brécourt propose un enseignement scolaire et professionnel rompant avec le fonctionnement carcéral des établissements pour jeunes filles.
En 1954, elle ouvre le foyer des lilas à Asnières sur le site de Brécourt. C'est un foyer ouvert, les pensionnaires y vivent mais suivent leurs formations à l'extérieur.
Malgré des critiques sur le choix des jeunes filles, Brécourt est alors considéré comme une réussite dans l'éducation surveillée et de nombreux visiteurs viennent y examiner les méthodes (magistrats, pédagogues),.

### Autre rôle dans l'éducation surveillée
Dominique Riehl occupe pendant plusieurs années une place importante dans les sessions de formation donnée par l'éducation surveillée. Elle y donne de nombreuses conférences,,,.
En 1947, elle est membre d'une commission consultative sur l'enfance délinquante et socialement inadaptée, constituée au sein de l'UIPE (Union internationale de protection de l'enfance, crée en 1946 à Genève) avec notamment Jean Chazal. Elle est aussi membre du conseil d'administration de l'ANEJI (L'Association nationale des éducateurs de jeunes inadaptés) à partir de 1948.
Entre 1953 et 1954, elle effectue une mission d’intérim à l’internat pour garçons de Spoir (Eure-et-Loir), tout en restant directrice de Brécourt.
En 1964, elle cède la direction de Brécourt à Géneviève Boutault, et devient inspectrice d'établissement pour l’Éducation surveillée,.

## Textes et conférences
- Dominique Riehl, « Psychologie de l’adolescente à sa sortie de l’Institution publique d’Éducation surveillée », Sauvegarde de l’enfance, n° 3-4, 1950, p. 171.
- Dominique Riehl, « Les établissements de rééducation de filles de Brécourt à Labbeville par Nesles-la-Vallée », document de présentation, circa 1962.
- Dominique Riehl, "Étude résumée sur la rééducation en internat spécialisé", Pour l'enfance "Coupable", 56 septembre-décembre 1944
- Dominique Riehl, « L’éducatrice d’IPES », compte rendu d’une conférence donnée lors de la première session de formation des éducateurs, au centre d’observation de Savigny-sur-Orge, du 4 au 28 novembre 1947, archives du centre d’exposition « Enfants en Justice » de Savigny-sur-Orge, sans cote.
- Riehl (Dominique), “L’institution publique d’éducation surveillée de Cadillac”, Sauvons l’enfance, n°64, mai-juin 1946, pp. 2-4 et n°65, juillet-août 1946, pp. 6-9.
- Riehl (Dominique), « La rééducation des filles. L’expérience de Brécourt », conférence, in Revue pénitentiaire et de droit pénal, 1956, n°7/9, pp. 738-754.
- Riehl (Dominique), « L’institution de Brécourt », Rééducation, n°70-72, oct 1955, pp. 32-35.
- Riehl (Dominique), « La rééducation des filles en internat », Rééducation, sept 1949, n° 17, pp. 26-30.